# Asquizis
Els asquizis (Aschiza) són un infraordre de dípters braquícers del clade dels ciclorrafs. Inclou dues famílies nombroses, els sírfids i els fòrids, amb més de 10.000 espècies, a més de diverses famílies més petites.
Són similars a la major part de les altres famílies de ciclorrafs amb una notable excepció, no posseeixen el típic ptilinum dels esquizòfors, per la qual cosa no tenen la prominent sutura en "V" invertida al front. També tenen un pupari amb una obertura circular per on surt la mosca adulta, però no és tan precisament el·lipsoide en forma com és típic dels esquizòfors.

## Taxonomia
Segons Pape et al.:
- Superfamília Phoroidea Curtis, 1833
  - Família Lonchopteridae Macquart, 1823 (6 gèneres, 65 espècies)
  - Família Opetiidae Róndani, 1856 (5 gèneres, 10 espècies)
  - Família Platypezidae Latreille, 1829 (29 gèneres, 277 espècies)
  - Família Ironomyiidae McAlpine & Martin, 1966 (5 gèneres, 17 espècies)
  - Família Phoridae Curtis, 1833 (302 gèneres, 4.202 espècies)
- Superfamília Syrphoidea Latreille, 1802
  - Família Pipunculidae Walker, 1834 (22 gèneres, 1.428 espècies)
  - Família Syrphidae Latreille, 1802 (209 gèneres, 6.107 espècies)